# أندرو سليد
أندرو سليد (بالإنجليزية: Andrew Sledd)‏ (و. 1870 – 1939 م) هو أستاذ جامعي، وعالم عقيدة، وكاهن أمريكي، ولد في لينشبرغ، كان عضوًا في فاي بيتا كابا، توفي في ديكاتور، جورجيا، عن عمر يناهز 69 عاماً.

## مناصب
تولى منصب مستشار الجامعة
.

## التعليم
تعلم في جامعة هارفارد، وتحصل منها على ماجستير الآداب، وتعلم في جامعة ييل، وتحصل منها على دكتوراه في الفلسفة، وتعلم في Randolph–Macon College ‏، وتحصل منها على بكالوريوس في الفنون، وماجستير الآداب
.